# داود أباد مختار (سررود الجنوبي)
داود أباد مختار (بالفارسية: داودآباد مختار) هي قرية تقع في إيران في قسم سررود الجنوبي الريفي. يقدر عدد سكانها بـ 102 نسمة .